# System Jakości Wieprzowiny
System Jakości Wieprzowiny (ang. Pork Quality System, skr. PQS) – polski kompleksowy i zintegrowany sposób produkcji wieprzowiny ponadstandardowej jakości.

## Geneza
System powstał z inicjatywy Polskiego Związku Hodowców i Producentów Trzody Chlewnej "POLSUS" oraz Związku Polskie Mięso. Jest zgodny z rozporządzeniem Rady Wspólnoty Europejskiej nr 1698/2005 z 20 września 2005 w sprawie wsparcia rozwoju obszarów wiejskich przez Europejski Fundusz Rolny na Rzecz Rozwoju Obszarów Wiejskich. Spełnia też wymogi dla systemów jakości określone w rozporządzeniu Komisji Wspólnoty Europejskiej nr 1974/2006 z 15 grudnia 2006. Pozostaje w Polsce krajowym systemem jakości żywności od 11 grudnia 2009.

## Cele i certyfikacja

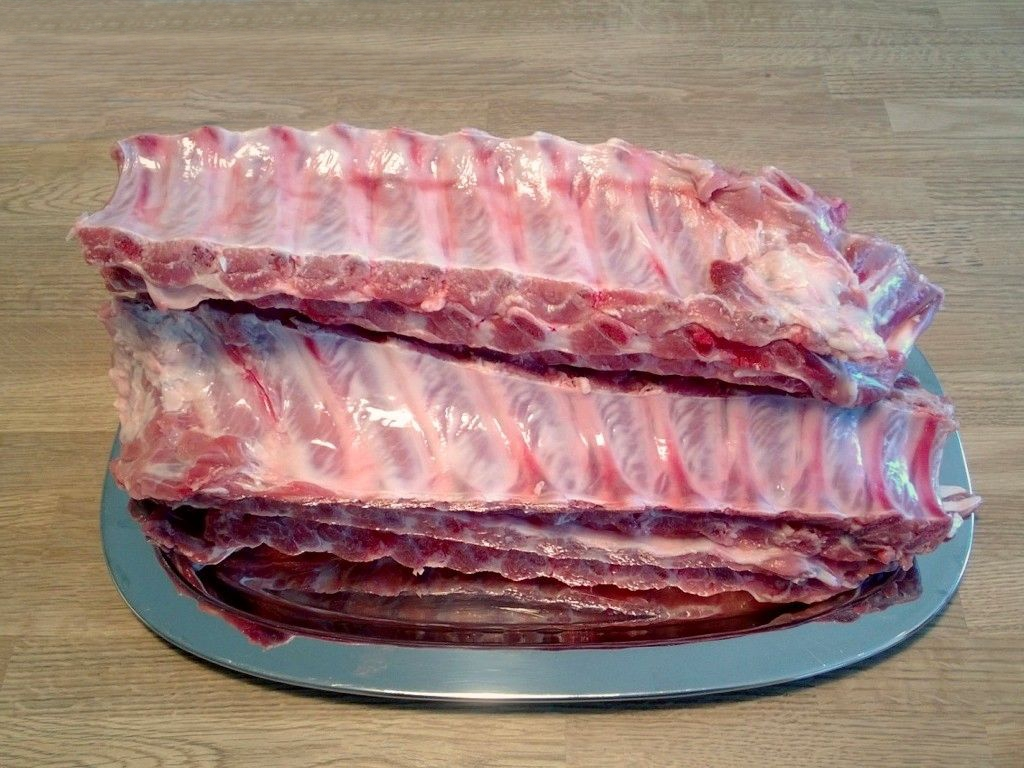
Surowa wieprzowina (żeberka)

Celem funkcjonowania systemu jest produkcja chudego, nieprzetłuszczonego mięsa wieprzowego do zastosowań kulinarnych, przy zachowaniu istotnych dla konsumenta parametrów jakościowych mięsa, zwiększających jego trwałość, przydatność kulinarną, jak i przetwórczą, a także należytą smakowitość. Mięso jest weryfikowane metodami laboratoryjnymi podczas niezależnych kontroli na potrzeby procedury certyfikacyjnej. PQS jest otwarty dla wszystkich producentów i obejmuje cały proces produkcyjny: hodowlę, produkcję prosiąt, żywca, obrót przedubojowy, ubój, przetwórstwo i dystrybucję.

## Wymagania
Wymagania dla producentów trzody chlewnej dotyczą takich elementów jak:
- stosowanie właściwych ras zwierząt,
- podział na komponenty mateczne i ojcowskie,
- wykorzystywanie zwierząt wolnych od homozygotycznej formy recesywnego genu wrażliwości na stres RYR1,
- właściwa masa ciała, jak i wiek uboju,
- właściwe żywienie,
- prawidłowo przeprowadzony obrót przed ubojem[1][2].

Wymagania dla przemysłu mięsnego dotyczą takich elementów jak:
- czas transportu,
- szkolenia dla pracowników,
- warunki uboju,
- stosowanie klasyfikacji EUROP,
- przechowywanie półtusz,
- pakowanie mięsa[1][2].